# Ceylonkroonaap
De ceylonkroonaap (Macaca sinica)  is een zoogdier uit de familie van de apen van de Oude Wereld (Cercopithecidae). De wetenschappelijke naam van de soort werd gepubliceerd door Linnaeus in 1771.

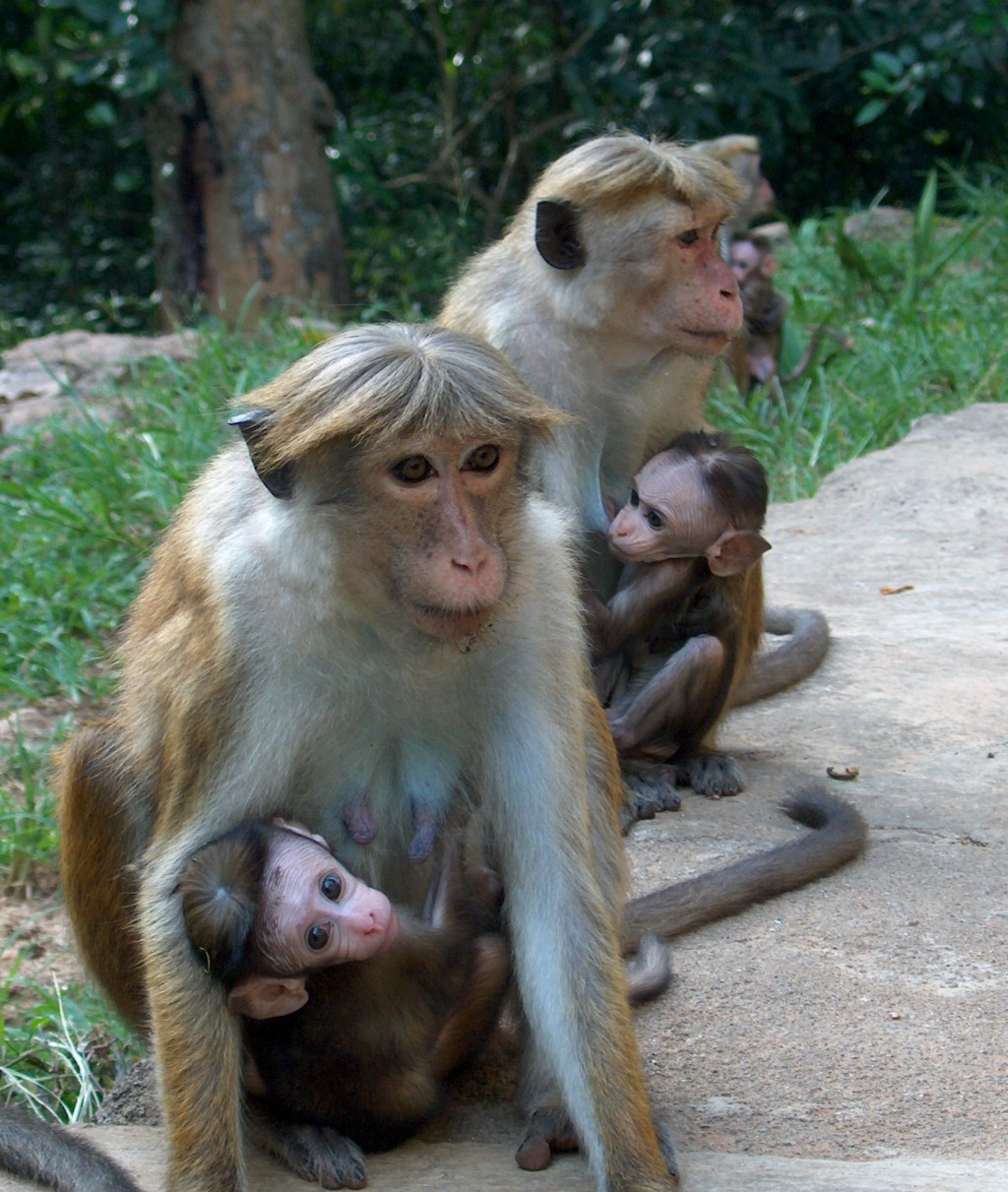
Moeders met jongen